# Steve Wiebe
Steve Wiebe, właśc. Steven J. Wiebe – amerykański gracz komputerowy.

## Życiorys
Jest pierwszą osobą, która osiągnęła wynik większy niż milion punktów w grze Donkey Kong na żywo przed publicznością. Od 20 września 2010 do 10 stycznia 2011 był posiadaczem rekordu świata wynoszącego 1 064 500 punktów. Razem z Billym Mitchellem jest głównym tematem filmu dokumentalnego The King of Kong: A Fistful of Quarters.